# Jon Azkueta (escritor)
Jon Azkueta Castro (Usánsolo, Vizcaya, 3 de mayo de 1998) es un escritor español de novelas de ficción romántica.
Es autor entre otras de las novelas 69 segundos para conquistarte (2022), Huyendo del vicio (2023) y El último amanecer de agosto (2024).

## Biografía
Jon Azkueta nació en Usánsolo (Vizcaya) el 3 de mayo de 1998. Estudió el grado en educación primaria en la Universidad del País Vasco.
Comenzó a escribir en la plataforma Wattpad, donde escribía historias y relatos. Debido a su notable éxito en la plataforma sus novelas fueron adquiridas por la editorial Crossbooks del Grupo Planeta y publicó las novelas 69 segundos para conquistarte (2022) y Huyendo del vicio (2023). En el año 2024 publicó la novela El último amanecer de agosto.
Desde 2024, Azkueta  también es colaborador del programa de radio Boulevard de Radio Euskadi (EITB Media), contribuyendo a una sección sobre literatura y novela actual.

## Radio
- 2024-presente, Boulevard, Radio Euskadi (EITB Media)

## Libros
- 2022, 69 segundos para conquistarte, Crossbooks (Planeta)
- 2023, Huyendo del vicio, Crossbooks (Planeta)
- 2024, El último amanecer de agosto, Crossbooks (Planeta)